# Celoplášťová střela

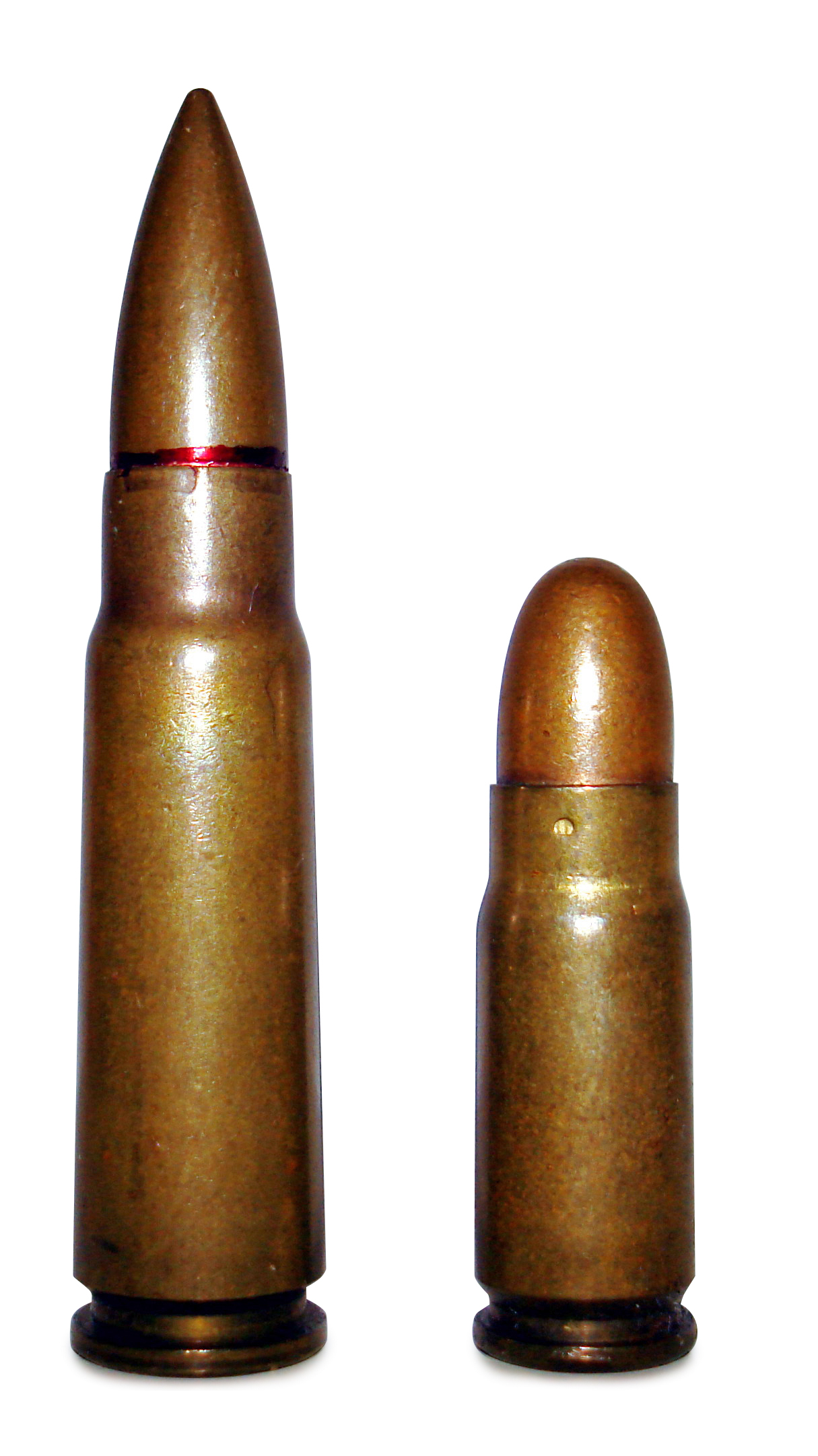
Příklad celoplášťové střely (vlevo projektil 7,62 × 39 mm do pušky, vpravo 7,62 × 25 mm Tokarev do pistole

Celoplášťová střela (v angličtině full metal jacket, zkratka FMJ) je druhem střely, která má jádro uzavřené v kovovém plášti (skořápce), jenž pokrývá předek a boky projektilu (styčná plocha s hlavní) a někdy může být rozšířena i na základnu střely (různá speciální označení, např. TFMJ). Nejčastěji používaný kov je ze slitiny mědi s různými dalšími složkami (nikl, ocel, vzácně zlato).

## Vlastnosti
Tyto střely se používají, z několika důvodů:
- aby snížily opotřebení hlavně zbraně v případě ocelových nábojů – Armor Piercing (AP) nebo omezily zanášení hlavně otěrem nábojů z olova.
- neplášťované se, kvůli své konstrukci z relativně měkkého olova, "strhnou", nezaříznou do drážek, neroztočí a nejsou tak za letu stabilizovány. Tuto nevýhodu použití FMJ střel vylučuje.
- nezpůsobují velké poškození cíle díky své velké průbojnosti, penetraci (cílem hladce projdou, způsobí čistý průstřel).
- spolehlivost při nešetrném zacházení – často jsou proto používané v boji.
- spolehlivější nabíjení u poloautomatických a automatických zbraní díky zakulacené přední části.

## Použití
Celoplášťové střely pro vojenské účely jsou nutné pro země, které jsou signatáři Haagské konvence z roku 1899. Ta zakazuje použití střel způsobujících nadměrná zranění ve válce mezi signatáři této konvence. Tyto náboje jsou dále zakázány například při lovu zvěře.
Naopak, některé zdroje[zdroj?] uvádějí, že vzhledem ke snížené možnosti deformace střely oproti neoplášťovaným nebo poloplášťovým typům je tato střela mnohem průbojnější, ale vlivem vysoké rychlosti způsobuje tzv. hydrostatický šok nebo díky konstrukci po zásahu ztrácí stabilitu. Následná zranění jsou devastující, aniž došlo k porušení Haagských dohod. V době jejich uzavírání nebyly výše zmíněné skutečnosti známy.

## Průbojnost
Penetrace náboje záleží na zbrani a ráži, která je použita. Náboje jsou používány pro ruční zbraně, samopaly, pušky i v protileteckých zbraních. Např. střela .50cal (12,7 mm) AP je schopna prostřelit do určité vzdálenosti lehce obrněný cíl a měla své využití v protileteckém boji.